# Liste der italienischen Botschafter in Uruguay
Die Botschaft befindet sich in der José Benito Lamas 2857 in Montevideo.

## Geschichte
1834 hatte Königreich Sardinien einen konsularischen Vertreter in Montevideo und es folgten das Großherzogtum Toskana und der Kirchenstaat.
Ab 1861 wechselte die Residenz des jeweils in Buenos Aires und Montevideo akkreditierten Vertreter des Königreich Italien zwischen diesen beiden
Städten.
Die Regierung Alfredo Baldomir befolgte die Beschlüsse der Pan American-Konferenz in Rio de Janeiro und beendete die Beziehungen zu den Achsenmächten darunter das faschistische Italien zum 31. Januar 1942.
Die diplomatischen Beziehungen wurden im April 1946 wieder aufgenommen.
| Ernennung / Akkreditierung | Name                                            | Bemerkungen | ernannt von                | akkreditiert während der Regierung von | Posten verlassen |
| -------------------------- | ----------------------------------------------- | --- | -------------------------- | -------------------------------------- | ---------------- |
| 5. Mai 1856                | Marcello Cerruti                                | | Urbano Rattazzi            | Gabriel Antonio Pereira                |                  |
| 14. Juni 1862              | Raffaele Ulisse Barbolani                       | Geschäftsträger con Cartas Credenciales | Urbano Rattazzi            | Bernardo Prudencio Berro               |                  |
| 4. Feb. 1864               | Raffaele Ulisse Barbolani                       | Ministro residente con Cartas Credenciales | Alfonso Ferrero La Marmora | Atanasio Cruz Aguirre                  |                  |
| 2. Apr. 1871               | Giovanni Battista Raffo                         | Generalkonsul, Geschäftsträger con Cartas Credenciales | Urbano Rattazzi            | Lorenzo Batlle y Grau                  |                  |
| 7. Juni 1876               | Ippolito Garrou                                 | Generalkonsul, Geschäftsträger con Cartas Credenciales, console napoletano a Genova,1 ottobre 1870 Generalkonsul in Santiago de Chile | Agostino Depretis          | Lorenzo Latorre                        |                  |
| 9. Mai 1880                | Ippolito Garrou                                 | Ministro residente con Cartas Credenciales | Benedetto Cairoli          | Francisco Antonino Vidal               |                  |
| 14. Juli 1881              | Gustavo Enrico Perrod                           | Konsul, Geschäftsträger con Cartas Credenciales | Agostino Depretis          | Francisco Antonino Vidal               |                  |
| 29. Jan. 1883              | Giuseppe Anfora di Licignano                    | außerordentlicher Gesandter und Ministre plénipotentiaire con Cartas Credenciales | Agostino Depretis          | Máximo Santos                          |                  |
| 29. Nov. 1894              | Pietro Antonelli                                | außerordentlicher Gesandter und Ministre plénipotentiaire con Cartas Credenciales | Francesco Crispi           | Juan Idiarte Borda                     |                  |
| 23. März 1898              | Obizzo Malaspina di Carbonara                   | außerordentlicher Gesandter und Ministre plénipotentiaire con Cartas Credenciales (* 5. Juni 1855 in CASEI GEROLA (Pavia); † 7. Mai 1933 in Rom) | Luigi Pelloux              | Juan Lindolfo Cuestas                  |                  |
| 18. Apr. 1901              | Francesco Bottaro-Costa                         | außerordentlicher Gesandter und Ministre plénipotentiaire con Cartas Credenciales (* 1858; † 1936) | Giuseppe Zanardelli        | Juan Lindolfo Cuestas                  |                  |
| 26. Juli 1906              | Nicoló Massa                                    | Generalkonsul, Geschäftsträger con Cartas Credenciales (* 26. Oktober 1854 Calice Ligure; † 1894) | Sidney Sonnino             | José Batlle y Ordóñez                  |                  |
| 30. Okt. 1906              | Vittorio Cobianchi                              | außerordentlicher Gesandter und Ministre plénipotentiaire con Cartas Credenciales | Sidney Sonnino             | José Batlle y Ordóñez                  |                  |
| 17. Sep. 1911              | Giuseppe Ancilotto                              | außerordentlicher Gesandter und Ministre plénipotentiaire | Giovanni Giolitti          | José Batlle y Ordóñez                  |                  |
| 3. Nov. 1913               | Francesco Maestri Molinari                      | Geschäftsträger | Giovanni Giolitti          | José Batlle y Ordóñez                  |                  |
| 27. Juli 1922              | Giovanni Alliata di Montereale e di Villafranca | Geschäftsträger | Benito Mussolini           | Baltasar Brum                          |                  |
| 22. Feb. 1923              | Giovanni Alliata di Montereale e di Villafranca | außerordentlicher Gesandter und Ministre plénipotentiaire | Benito Mussolini           | José Serrato                           |                  |
| 16. Apr. 1925              | Antonino D’Alia                                 | außerordentlicher Gesandter und Ministre plénipotentiaire | Benito Mussolini           | José Serrato                           |                  |
| 20. Mai 1926               | Temistocle Filippo Bernardi                     | außerordentlicher Gesandter und Ministre plénipotentiaire con Cartas Credenciales, Generalkonsul in Dublin | Benito Mussolini           | José Serrato                           |                  |
| 25. Aug. 1932              | Serafino Mazzolini                              | außerordentlicher Gesandter und Ministre plénipotentiaire (* 9. Juni 1890; † 23. Februar 1945) Rechtsanwalt faschistischer Politiker, Journalist. | Benito Mussolini           | Gabriel Terra                          |                  |
| 27. Juni 1938              | Alberto Bellardi Ricci                          | außerordentlicher Gesandter und Ministre plénipotentiaire (* 1893; † 25. Dezember 1948) 1945–1948 Gesandter in Stockholm, 1948 zum Botschafter in Santiago de Chile ernannt, von Giuseppe Capocci, italienischer Ballonverkäufer, Patient, in einer schwedischen Psychiatrie während einer Weihnachtsfeier erstochen. | Benito Mussolini           | Alfredo Baldomir                       |                  |
| 5. Apr. 1946               | Niccoló Moscato                                 | Geschäftsträger con Cartas Credenciales, 1967 Botschafter in Bukarest | Ferruccio Parri            | Juan José de Amézaga                   |                  |
| 30. Nov. 1946              | Alfonso Errera                                  | außerordentlicher Gesandter und Ministre plénipotentiaire con Cartas Credenciales | Ferruccio Parri            | Juan José de Amézaga                   |                  |
| 2. Nov. 1948               | Alfonso Tacoli                                  | außerordentlicher Gesandter und Ministre plénipotentiaire | Ferruccio Parri            | Luis Batlle Berres                     |                  |
| 4. Sep. 1951               | Guglielmo Rulli                                 | außerordentlicher Gesandter und Ministre plénipotentiaire 9. November 1945 – 3. September 1951 | Ferruccio Parri            | Andrés Martínez Trueba                 |                  |
| 13. Okt. 1955              | Enrico Martino                                  | Gesandtschaft wurde zur Botschaft aufgewertet | Antonio Segni              | Luis Batlle Berres                     |                  |
| 2. Dez. 1958               | Andrea Ferrero                                  | | Amintore Fanfani           | Arturo Lezama Bagez                    |                  |
| 15. Aug. 1962              | Lamberto Forino                                 | Geschäftsträger | Fernando Tambroni          | Faustino Harrison                      |                  |
| 23. März 1963              | Ruggero Farace                                  | di Villaforesta (1909–1970) | Giovanni Leone             | Daniel Fernández Crespo                |                  |
| 27. Okt. 1967              | Vittorio Cordero di Montezemolo                 | (* 1917 Venaria Reale (Torino)) | Giovanni Leone             | Óscar Diego Gestido                    |                  |
| 4. Mai 1969                | Giovanni Luciolli                               | | Giovanni Leone             | Jorge Pacheco Areco                    |                  |
| 23. Aug. 1971              | Alessandro Savorgnan                            | | Emilio Colombo             | Jorge Pacheco Areco                    |                  |
| 13. Aug. 1973              | Felice Benuzzi                                  | (* 16. November 1910 in Wien; 4. Juli 1988 in Rom) | Mariano Rumor              | Juan María Bordaberry                  |                  |
| 24. Aug. 1976              | Emiliano Guidotti                               | | Giulio Andreotti           | Aparicio Méndez                        |                  |
| 21. März 1981              | Marcello D’Alessandro                           | | Giovanni Spadolini         | Gregorio Álvarez                       |                  |
| 23. Feb. 1984              | Tomaso De Vergottini                            | (* 1933 in Parenzo (Istria) ) El encargado de negocios en Santiago, Tomaso de Vergottini, hizo un encomiable trabajo para ayudar a numerosos refugiados que buscaron protección en la embajada, y permitir a muchos de ellos recibir asilo político en Italia                                                         | Bettino Craxi              | Gregorio Álvarez                       |                  |
| 19. Apr. 1988              | Paolo Angelini Rota                             | | Ciriaco De Mita            | Julio María Sanguinetti                |                  |
| 18. Feb. 1993              | Egone Ratzenberger                              | | Carlo Azeglio Ciampi       | Luis Alberto Lacalle Herrera           |                  |
| 23. Apr. 1998              | Alberto Boniver                                 | 2008 Botschafter in Managua | Massimo D’Alema            | Julio María Sanguinetti                |                  |
| 31. Juli 2002              | Giorgio Malfatti di Monte Tretto                | | Silvio Berlusconi          | Jorge Batlle Ibáñez                    |                  |
| 11. Okt. 2006              | Guido Scalici                                   | | Romano Prodi               | Tabaré Vázquez                         |                  |
| 20. Dez. 2010              | Massimo Andrea Leggeri                          | (* 3. Dezember 1950 in Neapel) | Silvio Berlusconi          | José Mujica                            |                  |
| 1. Dez. 2015               | Gianni Piccato                                  | (* 2. Juli 1958 in Pinerolo, Turin) | Matteo Renzi               | Tabaré Vázquez                         |                  |